# Сельское поселение «Деревня Долгое»
Се́льское поселе́ние «Деревня Долгое» — муниципальное образование в Мосальском районе Калужской области Российской Федерации.
Административный центр — деревня Долгое.

## История
Статус и границы сельского поселения установлены Законом Калужской области от 28 декабря 2004 года № 7-ОЗ «Об установлении границ муниципальных образований, расположенных на территории административно-территориальных единиц "Бабынинский район", "Боровский район", "Дзержинский район", "Жиздринский район", "Жуковский район", "Износковский район", "Козельский район", "Малоярославецкий район", "Мосальский район", "Ферзиковский район", "Хвастовичский район", "Город Калуга", "Город Обнинск", и наделении их статусом городского поселения, сельского поселения, городского округа, муниципального района».
В 2015 году образован новый населённый пункт - деревня Новое Калугово.

## Население
| 2010 | 2012 | 2013 | 2014 | 2015 | 2016 | 2017 |
| ---- | ---- | ---- | ---- | ---- | ---- | ---- |
| 443  | ↘416 | ↘385 | ↘369 | →369 | ↘356 | ↘348 |
| 2018 | 2019 | 2020 | 2021 |      |      |      |
| ↘344 | ↘332 | ↘315 | ↗386 |      |      |      |

## Состав сельского поселения
| №  | Населённый пункт | Тип населённого пункта          | Население |
| -- | ---------------- | ------------------------------- | --------- |
| 1  | Аристово         | деревня                         | →0        |
| 2  | Болва            | деревня                         | →1        |
| 3  | Василево         | деревня                         | ↘7        |
| 4  | Долгое           | деревня, административный центр | ↘225      |
| 5  | Дубровки         | деревня                         | ↘9        |
| 6  | Калугово         | деревня                         | ↘13       |
| 7  | Калуговский      | посёлок                         | ↘144      |
| 8  | Камушки          | деревня                         | →0        |
| 9  | Коровкино        | деревня                         | ↘24       |
| 10 | Новая Роща       | деревня                         | ↘20       |
| 11 | Новое Калугово   | деревня                         |           |
| 12 | Новый Быт        | деревня                         | ↘0        |
| 13 | Сергеевка        | деревня                         | ↘0        |
| 14 | Старое Калугово  | деревня                         | →0        |
| 15 | Шиши             | деревня                         | ↘0        |